# Schloss Grafentraubach

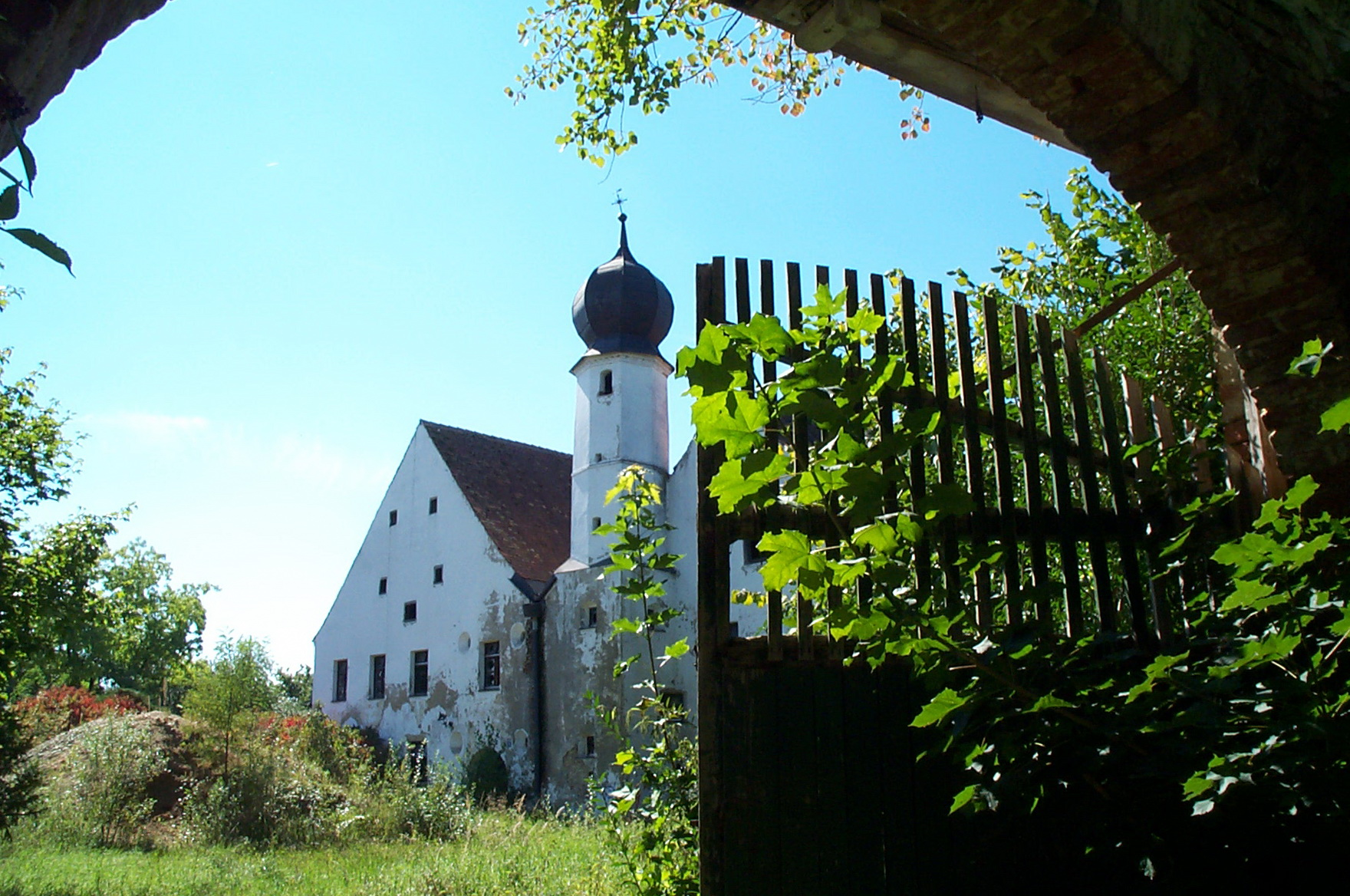
Schloss Grafentraubach heute

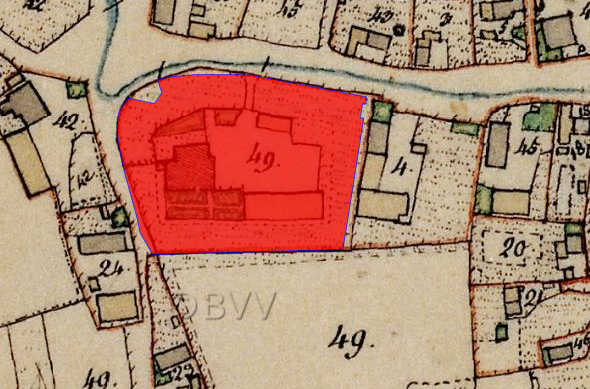
Lageplan von Schloss Grafentraubach auf dem Urkataster von Bayern

Das Schloss Grafentraubach liegt am Ufer der Kleinen Laber im gleichnamigen Gemeindeteil von Laberweinting im niederbayerischen Landkreis Straubing-Bogen von Bayern (Grafentraubach 201). Es ist unter der Aktennummer D-2-78-144-11 als Baudenkmal verzeichnet. Die Anlage wird ferner als Bodendenkmal unter der Aktennummer D-2-7239-0002 mit der Beschreibung „untertägige mittelalterliche und frühneuzeitliche Befunde im Bereich des Niederungsburgstalls und des Schlosses von Grafentraubach mit einstmaligen Wirtschaftgebäuden und Gartenanlagen“ geführt.

## Geschichte
Eine Trennung von Holztraubach (nach Mallersdorf-Pfaffenberg gehörig) und Grafentraubach (heute zu Laberweinting gehörend) erfolgte erst im 14. Jahrhundert. Bis dahin sind unter der Bezeichnung Traubach beide Ortschaften bzw. Hofmarken gemeint. Zwischen 765 und 791 vermacht der Priester Horscolf unter dem Zeugen Bischof Simpert seinen Besitz (einen Hof, ein Haus, fünf Hörige, zwei Diener, drei Dienerinnen, zudem Schafe, Rinder, Äcker, Wiesen und Wälder) samt der Kirche zu Traubach dem Kloster Sankt Emmeram. Zwischen 875 und 885 tauscht das Kloster Güter in Traubach, wobei der Ort in weltlichen Besitz gelangt ist. 1165 wird in einer Urkunde des Klosters Mallersdorf ein Adalbert Graf von Kirchberg zu Eitting und Traubach angeführt. Zwischen dem 31. März 1206 und dem 10. Dezember 1223 erwirbt dieses Kloster einen Weinberg von Adalbertus de Druchpach. Zwischen 1214 und 1231 erscheint als Zeuge einer herzoglichen Bestätigung der Freiheiten des Klosters Mallersdorf ein Heinricus de drupach. 1220 hat Heinrich von Zaitzkofen dem Kloster Paring den Hof wegschoeb übertragen, worauf Propst und Konvent das Salmannsrecht dem Ritter Haeinricus von Drohpach übertrugen. 1339 erscheint Dietrich der Ammann von Traubach. 1349 schenkt Rüdiger der Greul von Habelsbach dem Kloster Mallesdorf eine Hörige Alhaid von Draupach. 1389 erscheint ein Rieder als Pfleger von Traubach. Vermutlich hatten die Traubecks die Hofmark zwischen 1176 und 1450 inne. Zu Beginn des 13. Jahrhunderts werden die Traubeck vom Regensburger Bischof mit Traubach belehnt.
Vor 1321 ist Grafentraubach in den Besitz der Lavan übergegangen und 1360 von diesen verkauft worden. Da Holztraubach 1356 noch im Besitz des Friderich Traubeck ist, scheint damals also die Trennung vollzogen worden zu sein. 1361 verkauft der Ritter Heinrich von Steim(n) die Feste Grafentraubach an Peter Chammerauer zu Heilstein. Am 16. Oktober 1367 erscheint Albrecht der Propst von Grafentraubach. 1373 ist ein Jordan Amtmann im Ort. 15. Dezember 1391 siegelt Herr Bernhard der Traubeck eine Urkunde, in der Ulrich der Huber, gesessen zu Grafentraubach, erscheint. Dies wird als Indiz angesehen, dass die Traubecks damals die Herrschaft über beide Orte besaßen.
Am 31. Juli 1396 gibt Friedrich Smieher, Pfleger und Richter zu Grafentraubach, seinem Herrn Wilhelm Fraunberger, tagend zu Traubach in der Hofmark, einen Gerichtsbrief. In diesem wird zwischen Grauendrawpach und Drawpach unterschieden. 1437 ist Stephan Pullacher Pfleger im Ort. Zwischen 1440 und 1449 gehört Grafentraubach den Fraunbergern, die bereits seit 1396 hier die Gerichtsbarkeit ausgeübt hatten. Eventuell ist Grafentraubach aber bereits durch Anastasia, Tochter des Degenhard Hofers zu Sünching, an ihren Gatten Haimeran I. Rainer zu Rain gekommen. In zweiter Ehe hat sie dann Heinrich Nothafft zu Wernberg geheiratet, wodurch auch dieses Geschlecht als Besitzer von Grafentraubach erscheint. 1443 wird Grafentraubach als Nidertraubach bezeichnet im Gegensatz zu Obertraubach, dem früheren Holztraubach. 1453 ist Martin Kleindienst Pfleger zu Grafentraubach. 1464 erscheint wieder Hans Fraunberger als Inhaber der Hofmark Nyderndraupach. 1471 ist Eckhart Ziehrer Pfleger in Grafentraubach.
Die Rainer und ihre Nachkommen sind zwischen 1470 und 1578 im Besitz von Grafentraubach. Genannt werden Peter und Christoph Rainer auf Grafentraubach (1470), Peter Rainer (1494), Haimeran und Christoph die Rhainer zu Graßlfing und Grafentraubach (1510), Christoph Rhainer zu Rhain (1514), Haimeran IV. und Christoph zu Rain (1532–1542), Hans Rhain zu Pernberg, Grafentraubach, Graßlfing und Mausham (1549), die Herren von Rain auf Grafentraubach (1558) bzw. die Rhainer (1560–1578). 1573 heiratet Ursula, die minderjährige Tochter des verstorbenen Hans Joachim von Rain, den Paul von Leublfing, womit die Zeit der Herrschaft der Leiblfinger (Leublfinger) in Grafentraubach beginnt.
In der Landtafel von 1597 sind diese als Besitzer angeführt, sie bleiben bis 1646 Hofmarksbesitzer. 1614 ist Max Hueber Richter im Ort. 1646 wechselt die Hofmark von den Gläubigern der Leiblfinger in den Besitz des Albrecht von und zu Haimhausen, kurfürstlicher Kammerrat, über. 1659 geht Grafentraubach als Mitgift der Anna Maria von Haimhausen an ihren Gatten Philipp Jakob von Ginsheim (Ginsheimb).
Am 10. März 1749 erwirbt Reichsgraf Joseph Franz Maria von Seinsheim zu Sünching die Hofmarken Grafentraubach, Graßlfing und Hofkirchen. Für seine Verdienste erhält er am 19. April 1762 das Landgut Sünching mit Grafentraubach, Graßlfing und Hofkirchen zu einem Herrschaftsgericht mit dem Ius gladii vereint. Auch nach der Säkularisation bleiben die Seinsheims auf Grafentraubenbach. Später ging das Anwesen in den Besitz des Freiherrn Hoenning O’Carrol über.
Im Dezember 2022 ging das Schloss per Versteigerung erneut in den Besitz eines Privatmannes über. Bei einem Tag der offenen Tür am 27. Dezember 2022 war die Bevölkerung zur Besichtigung eingeladen, die durch zahlreichen Besuch großes Interesse bekundete.
Seitdem wird unter Einbeziehung von renommierten Fachleuten intensiv an Sicherungsmaßnahmen gearbeitet. Über die Presse und soziale Medien wird die Öffentlichkeit fortlaufend in Wort und Bild über die Fortschritte der Arbeiten informiert.
Gesucht werden alte Fotos mit Ansichten des Schlosses mit Nebengebäuden und vor allem der Brücken, die einst über den Schlossgraben geführt haben.

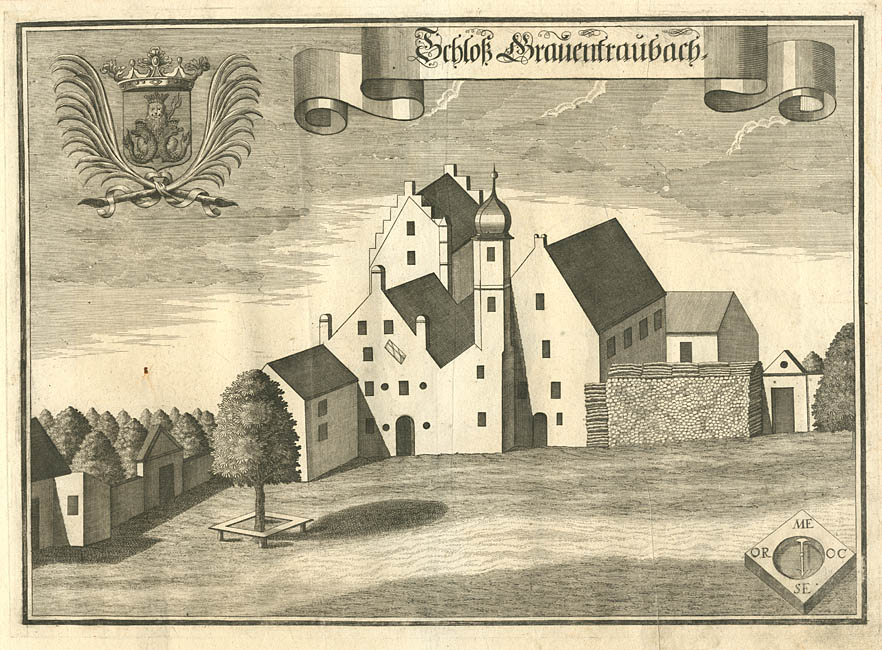
Schloss Grafentraubach nach einem Stich von Michael Wening von 1721

## Schloss Grafentraubach einst und jetzt
Das jetzige Schloss stammt aus der Zeit der Rainer aus dem Jahre 1507. Das Wasserschloss zeigt sich auf dem Stich von Michael Wening im Vergleich zu heute wenig verändert. Der noch zu sehende höhere und mit einer Zinnentreppe versehene Bau scheint abgekommen zu sein, ebenso einige niedrige Wirtschaftsgebäude vor dem Schloss.
Heute besteht das Schloss aus zwei zweigeschossigen Giebelbauten, von denen der südliche etwas höher als der nördliche ist. Auf der Hofseite, ungefähr zwischen den Giebeln, ist ein Zwiebelturm auf einem vermutlich älteren Unterbau errichtet. Ein langgestreckter Stadel in Blockbauweise stammt nach dendrochronologischen Untersuchungen aus den Jahren 1688/90. Die Anlage ist im Kern mittelalterlich, die Um- und Erweiterungsbauten sind aus dem 16. Jahrhundert bzw. aus dem ersten Drittel des 18. Jahrhunderts. Das Schloss befindet sich auf einem etwa 0,5 ha großen Grundstück und ist von einem intakten Wassergraben umgeben. Teile der ehemaligen Befestigung mit Mauer und Graben sind noch erhalten.